# 정소담
정소담(1989년 2월 28일 ~ )은 대한민국의 프리랜서 아나운서이자 칼럼니스트이다.

## 경력
- 뮤지컬 <프린세스 마리> '공주' 역
- CJ <Superrace> 리포터
- 사회안전방송 아나운서
- SBS 강원민방 G1 리포터
- 주간지 <스쿠프> 경제부 기자
- EXR TEAM 106 신인드라이버 양성 <슈퍼루키 프로젝트> 시즌3 TOP10
- 매거진 <웨딩21> 화보모델
- <김정호의 기업가열전> 강의 시리즈 진행
- 제25회 전국경제인연합 시장경제대상 진행
- 탈북자영어교육 국제NGO 'TNKR(Teach North Korean Refugees)' Academic Adviser
- <OWIN> 전속모델
- 대학생 시사교양잡지 <BAIT> 외부필진
- 매거진 <MAXIM> 칼럼니스트
- <정소담의 인스턴트칼럼믹스> 연재